# Dactylispa kerimii
Dactylispa kerimii es una especie de insecto coleóptero de la familia Chrysomelidae.
Fue descrita científicamente en 1897 por Gestrio.